# كارل برات
كارل برات (بالإنجليزية: Karl Pratt)‏ هو لاعب دوري الرغبي بريطاني، ولد في 18 يوليو 1980 في ليدز في المملكة المتحدة.